# Plagiolepis fuscula
Plagiolepis fuscula är en myrart som beskrevs av Carlo Emery 1895. Plagiolepis fuscula ingår i släktet Plagiolepis och familjen myror. Inga underarter finns listade i Catalogue of Life.